# Candona elegans
Espèce
Candona elegans est une espèce de crustacés de la classe des ostracodes, de la sous-classe des Podocopa, de l'ordre des Podocopida, du sous-ordre des Cypridocopina, de la super-famille des Cypridoidea, de la famille des Candonidae, de la sous-famille des Candoninae et de la tribu des Candonini.
Elle est trouvée au niveau du lac Goluboe Ozero ou Lac Bleu, en Kabardino-Balkarie, dans le Caucase.
Note : Candona elegans Gobbo-Rodrigues, 2006, une espèce du Crétacé du Brésil est un nomen nudum.